# Harrison-Report
Der Harrison-Report war ein Untersuchungsbericht vom August 1945 zur Lage der Displaced Persons (abgekürzt DPs) in  Deutschland und Österreich nach dem Ende des Zweiten Weltkriegs. Der Bericht wurde von Earl G. Harrison (1899–1955), einem amerikanischen Juristen, im Auftrag des Intergovernmental Committee on Refugees (ICG) erstellt und war an den US-Präsidenten Harry S. Truman gerichtet.

## Der Berichterstatter und seine Inspektionsreise
Harrison hatte in der Administration von Präsident Franklin D. Roosevelt zunächst von 1940 bis 1941 als Director of Alien Registration beim United States Department of Justice gearbeitet und anschließend von 1942 bis 1944 als Commissioner den Immigration and Naturalization Service geleitet. 1945/1946 vertrat er die Vereinigten Staaten im ICG.
Als Präsident Truman beunruhigende Nachrichten über die Zustände in den DP-Lagern erhielt, beauftragte er Harrison am 22. Juni 1945, sich Gewissheit zu verschaffen. Im Laufe des Juli 1945 besuchte Harrison insgesamt 30 DP-Lager. Ihn begleitete ein Beauftragter des Joint Distribution Committee; zeitweilig unterstützten ihn auch zwei US-Beamte.

## Der Bericht
Am 3. August 1945 schickte Harrison seinen Bericht an Präsident Truman. Dessen Grundlage waren umfangreiche Tagebuchnotizen. Am 30. September 1945, veröffentlichte die New York Times den Bericht in voller Länge; das Joint Distribution Committee verbreitete den Bericht unter dem Titel The plight of the displaced Jews in Europe. A report to President Truman, released by The White House sogleich als Sonderdruck.

### Inhaltsübersicht
Der vergleichsweise knappe Bericht ist wie folgt gegliedert:
I. Beschreibung der Zustände in den DP-Lagern in Deutschland und Österreich (CONDITIONS)
1. Lebensbedingungen in den ursprünglich deutschen Lagern
2. Sterbefälle, z. B. allein im DP-Lager Bergen-Belsen 23.000 Bestattungen (davon 90 % jüdische DPs) und mangelnde medizinische Versorgung
3. Bekleidung
4. Wiedereingliederungsprogramme sind noch nicht bzw. kaum angelaufen.
5. Fehlende Familienzusammenführung und Vermisstensuche
6. Nahrungsmittelversorgung
7. Fehlende Heizung etc. für den kommenden Winter (Schätzung, dass eine Million DPs den Winter in Lagern wird verbringen müssen)

II. Besondere Bedürfnisse der jüdischen DPs (NEEDS OF THE JEWS)
- Für die überlebenden Juden sei es am wichtigsten, als jüdische Opfer der Nazis anerkannt zu werden. Als die am grausamsten verfolgte Gruppe müssten sie jetzt besonders unterstützt werden. Deshalb sei es geboten, von der bisherigen Praxis abzukehren, bei der die Juden jeweils den übrigen DPs ihrer Herkunftsländer zugeordnet wurden. Würde man die DPs weiterhin nach Nationalitäten eingruppieren, wäre es nicht möglich, den Juden vorrangige Hilfe zukommen zu lassen, ohne dass es durch die notwendige Bevorzugung zu Konflikten mit den nicht-jüdischen DPs ihrer Nationalität käme. Harrison schätzt die Zahl der Juden in der amerikanischen Zone auf maximal 100.000. Sie stammen vor allem aus Polen, Ungarn, Rumänien und Deutschland/Österreich.
- Danach folgen die Wünsche bezüglich des künftigen Lebensortes:

1. Die überlebenden Juden wollen vor allem Deutschland verlassen.
2. Die ungarischen und rumänischen Juden sind eher bereit, in ihre Herkunftsländer zurückzukehren, die Juden aus den baltischen Ländern und die polnischen eher weniger. Einige deutsche Juden wollen in Deutschland bleiben.
3. Für die große Mehrheit gibt es nur ein Ziel: Palästina. Zumal die baltischen und die polnischen Juden seien überzeugte Zionisten. Einige entscheiden sich allerdings für Palästina, weil sie keine/kaum Hoffnung haben, von den westlichen Ländern aufgenommen zu werden.
4. Eine Minderheit möchte in die USA, nach England, in die Britischen Dominions oder nach Südamerika auswandern.

- Die dritte Notwendigkeit sind: Kleidung, Schuhe, Diätnahrung, Medikamente, Betten, Lesestoff. Harrison weist darauf hin, dass im Gegensatz dazu in ganz Europa die Deutschen am besten angezogen sind.

III. Weiteres Vorgehen (MANNER IN WHICH NEEDS ARE BEING MET)
In diesem Kapitel befasst sich Harrison u. a. mit der Kritik am Personal der UNRRA (z. B. fehlende Englisch-Kenntnisse) und mit der Frage der Einbindung weiterer nichtstaatlicher Wohlfahrtsorganisationen in die Betreuung der Lager.
IV. Empfehlungen (CONCLUSIONS AND RECOMMENDATIONS)
1. Die dringliche Aufgabe, sich um die Gruppe der Juden zu sorgen
2. Ausreise der Juden aus Deutschland
  1. Unterstützung einer zügigen Rückkehr in die Herkunftsländer, falls gewünscht
  2. Aus humanitären Gründen Aufhebung der durch das Weißbuch von 1939 von Großbritannien verfügten Einwanderungssperren nach Palästina. Es gehe nicht an, dass sich die Tore nach Palästina schließen, nachdem sich die Tore der Konzentrationslager geöffnet haben.
  3. Einwanderungsquoten in die USA
3. Maßnahmen, falls sich die Rückführungen verzögern (z. B. TB-Heilstätten, Psychiatrische Langzeitkliniken, Rehabilitationslehrgänge)
4. Bis ihre Ausreise erfolgen kann, als Zwischenlösung der Aufbau separater Lager für die jüdischen Überlebenden. Dies nicht als Bevorzugung, sondern um angemessen für diejenigen sorgen zu können, die am meisten erniedrigt wurden. Bemerkungen zur Frage der Staatenlosigkeit und zu Plünderungen.
5. Überführung der Lager in UNRRA-Verwaltung
6. Auswahl der verantwortlichen Armeeoffiziere
7. Wirksamere Überwachung der Verhältnisse in den Lagern durch Kontrollen externer Beamter
8. Verbesserungen im Postverkehr für die DPs, im Suchdienst und in der Familienzusammenführung

V. Weitere Bemerkungen
In diesem Kapitel räumt Harrison ein, dass sich die US-Militärverwaltung vor zahlreiche Anforderungen zugleich gestellt sieht. Abschließend drängt er noch einmal darauf, den jüdischen DPs ohne Verzug die Einreise nach Palästina zu ermöglichen.

### Zusammenfassung
Harrison kam in seinem Bericht zu dem Ergebnis, dass die Lage der DPs in den DP-Lagern Deutschlands und Österreichs drei Monate nach Kriegsende erschreckend schlecht war und dringend verbessert werden musste. Insbesondere kritisierte er die mangelhafte Versorgung der Lagerbewohner mit Lebensmitteln und mit Medikamenten, die zu einer hohen Sterblichkeitsrate in den Lagern führte. Die Ausstattung mit warmer Kleidung sei unzureichend. Ehemalige KZ-Häftlinge seien gezwungen, entweder ihre Häftlingsuniform oder Uniformen der SS zu tragen. Es sei unzumutbar, dass einige von ihnen auch nach ihrer Befreiung in ehemaligen Konzentrationslagern verharren und auf ihre Repatriierung warten müssten, während die deutsche Zivilbevölkerung in ländlichen Gebieten weitgehend ungestört in ihren eigenen Häusern leben dürfte. Die Baracken, in denen die DPs untergebracht waren, seien nicht für den Winter geeignet.
Mit scharfen Worten griff Harrison die US-Militärverwaltung an: Angesichts ihres völlig unzureichenden Einsatzes für die DPs müsse er sich fragen, „ob die deutsche Bevölkerung nicht annimmt, dass wir die Nazi-Politik fortführen oder zumindest stillschweigend billigen“.

## Trumans Reaktion und die Nachwirkungen des Berichts
Präsident Truman reagierte umgehend. In einem Brief an General Eisenhower, den Oberbefehlshaber der US-Besatzungstruppen in Deutschland, vom 31. August 1945 wies er tadelnd darauf hin, dass die Vorgaben der Politik von Eisenhowers Untergebenen nicht umgesetzt worden waren, und wies ihn an, für die Verwirklichung folgender Maßnahmen zu sorgen: Die Verschleppten müssten gegenüber der deutschen Bevölkerung bei der Wohnungsversorgung bevorzugt werden; sie dürften nicht in einstigen Konzentrationslagern zusammengepfercht bleiben. Er verlangte deutlich mehr Wohnungs-Requirierungen. Schließlich dürften „die Deutschen“, den Beschlüssen der Potsdamer Konferenz gemäß, nicht freigestellt werden von der Verantwortung für „das, was sie über sich gebracht haben“. Seinerseits sagte Truman zu, sich bei der britischen Regierung um eine Erleichterung der Einwanderung jüdischer Flüchtlinge ins Mandatsgebiet Palästina zu bemühen. Nachdem er den Harrison-Bericht vertraulich der Bergsongruppe offenbarte gab deren Senator Gillette die Information an die Presse weiter. Dies hatte angesichts anstehender Wahlen beträchtlichen Einfluss auf die Entwicklung der Palästina-Politik der USA bis 1947.
Eisenhower machte General Patton als Befehlshaber der 3. US-Armee für die Missstände in den DP-Lagern verantwortlich. Denn Patton pflegte seine Geringschätzung der DPs nicht zu verhehlen.  Dies trug dazu bei, dass Eisenhower am 28. September 1945 Patton seines Kommandos als Militärgouverneur in Bayern enthob. In seiner Antwort an Truman vom 8. Oktober 1945 schilderte Eisenhower die Schwierigkeiten, mit denen die US-Militärverwaltung zu kämpfen habe. Er erwiderte, dass es zum Zeitpunkt von Harrisons Inspektionsreise nicht mehr als 1000 DPs gewesen seien, die noch in einstigen KZs lebten, und bestätigte, dass die geforderten separaten DP-Lager für überlebende Juden inzwischen eingerichtet worden seien.
Der Harrison-Bericht führte zu einer Verbesserung der Lage der Displaced Persons. Die Verwaltung der Lager, die bisher der Militäradministration unterstanden hatte, wurde der UNRRA, einer multinationalen Hilfsorganisation der Alliierten, übertragen.
Erst 1948 wurde mit dem US-Bundesgesetz Displaced Persons Act ca. 200 000 betroffenen Personen (DPs) unabhängig von bestehenden Quoten für sonstige Einwanderer die Immigration in die USA ermöglicht.